# Cmentarz wojenny w Janowie Lubelskim
Cmentarz wojenny w Janowie Lubelskim, Cmentarz wojenny w Białej – cmentarz z I wojny światowej znajdujący się w Janowie Lubelskim w województwie lubelskim, w powiecie janowskim, w gminie Janów Lubelski.
Cmentarz założono przy drodze na granicy z wsią Biała Druga, na planie prostokąta o bokach 68 na 50 m. Otoczony wałem ziemnym i rowem, które zostały częściowo zniszczone przez kopalnię żwiru. Słabo widoczny zarys mogił. Na terenie cmentarza znajduje się drewniany krzyż i wzniesiona w 1993 tablica pamiątkowa.
Na cmentarzu pochowano ok. 1500 żołnierzy austro-węgierskich i rosyjskich poległych 23 - 25 sierpnia 1914 pod Godziszowem, w bitwie pod Kraśnikiem.